# ベン・ソーンダース
ベン・ソーンダース（Ben Saunders、1983年4月13日 - ）は、アメリカ合衆国の男性総合格闘家。フロリダ州フォートローダーデール出身。アメリカン・トップチーム・オーランド所属。ベン・サンダースとも表記される。

## 来歴
2004年5月1日、プロ総合格闘技デビュー。デビューから2戦連続で引き分けとなるも、その後4連勝。

### TUF
2007年、リアリティ番組The Ultimate Fighterのシーズン6に参加。マット・セラ率いるチーム・セラに所属し、初戦はダン・バレラに判定勝ちするも、次戦でトミー・スピアーに判定負けで脱落した。12月8日のフィナーレではダン・バレラと再戦し、判定勝ち。

### UFC
2008年8月9日、UFC 87でライアン・トーマスと対戦し、腕ひしぎ十字固めで一本勝ちを収めた。12月10日、UFC: Fight for the Troopsではブランドン・ウルフと対戦し、膝蹴り連打でTKO勝ち。
2009年6月13日、UFC 99でマイク・スウィックと対戦し、パンチラッシュでTKO負けを喫した。11月21日、UFC 106でマーカス・デイヴィスと対戦し、首相撲からの膝蹴り連打でKO勝ち。
2010年3月27日、UFC 111でジョン・フィッチと対戦し、0-3の判定負けを喫した。8月7日、UFC 117でデニス・ホールマンと対戦し、0-3の判定負けを喫した。2連敗でUFCからリリースされた。

### Bellator
2011年9月10日、Bellator 49のウェルター級トーナメント1回戦でクリス・シスネロスと対戦し、パウンドでTKO勝ち。10月8日、Bellator 53の準決勝でルイス・サッポと対戦し、キーロックで一本勝ち。11月12日、Bellator 57の決勝でドゥグラス・リマと対戦し、パウンドでKO負けを喫した。
2013年1月24日、Bellator 86のウェルター級トーナメント1回戦でコッフィー・アジツオと対戦し、3-0の判定勝ち。2月21日、Bellator 90の準決勝でラウル・アマヤと対戦し、左ハイキックでKO勝ち。9月20日、Bellator 100の決勝でドゥグラス・リマと再戦し、右ハイキックでKO負けを喫した。

### UFC復帰
2014年8月23日、4年ぶりのUFC参戦となったUFC Fight Night: Henderson vs. dos Anjosでクリス・ヒーズリーと対戦し、オモプラッタで一本勝ち。パフォーマンス・オブ・ザ・ナイトを受賞した。
2018年2月24日、UFC on FOX 28でアラン・ジョウバンと対戦し、左ストレートでKO負け。ファイト・オブ・ザ・ナイトを受賞した。
2018年6月1日、UFC Fight Night: Rivera vs. Moraesでジェイク・エレンバーガーと対戦し、ボディへの左膝蹴りでTKO勝ち。パフォーマンス・オブ・ザ・ナイトを受賞した。
2019年4月27日、UFC Fight Night: Jacaré vs. Hermanssonで佐藤天と対戦し、パウンドでTKO負け。

## 戦績
| 総合格闘技 戦績 | 総合格闘技 戦績 | 総合格闘技 戦績 | 総合格闘技 戦績 | 総合格闘技 戦績 | 総合格闘技 戦績 | 総合格闘技 戦績 |
| --------------- | --------------- | --------------- | --------------- | --------------- | --------------- | --------------- |
| 38 試合         | (T)KO           | 一本            | 判定            | その他          | 引き分け        | 無効試合        |
| 23 勝           | 10              | 7               | 6               | 0               | 2               | 0               |
| 13 敗           | 9               | 1               | 3               | 0               | 2               | 0               |

| 勝敗 | 対戦相手                     | 試合結果                                  | 大会名                                                        | 開催年月日     |
| ○    | ラムジー・ニジェム           | 5分3R終了 判定3-0                         | XMMA 2: Saunders vs. Nijem                                    | 2021年7月30日  |
| ×    | マット・ブラウン             | 2R 4:55 KO（パウンド）                    | UFC 245: Usman vs. Covington                                  | 2019年12月14日 |
| ×    | 佐藤天                       | 2R 1:18 TKO（左ストレート→パウンド）      | UFC Fight Night: Jacaré vs. Hermansson                        | 2019年4月27日  |
| ×    | ライマン・グッド             | 1R 1:32 KO（右クリンチアッパー→パウンド） | UFC 230: Cormier vs. Lewis                                    | 2018年11月3日  |
| ×    | セルジオ・モラエス           | 2R 4:42 肩固め                            | UFC Fight Night: Santos vs. Anders                            | 2018年9月22日  |
| ○    | ジェイク・エレンバーガー     | 1R 1:56 TKO（ボディへの左膝蹴り）         | UFC Fight Night: Rivera vs. Moraes                            | 2018年6月1日   |
| ×    | アラン・ジョウバン           | 2R 2:38 KO（左ストレート）                | UFC on FOX 28: Emmett vs. Stephens                            | 2018年2月24日  |
| ×    | ペーター・ソボッタ           | 2R 2:29 TKO（左ストレート→左膝蹴り）      | UFC Fight Night: Gustafsson vs. Teixeira                      | 2017年5月28日  |
| ○    | コート・マッギー             | 5分3R終了 判定3-0                         | UFC Fight Night: Rodriguez vs. Penn                           | 2017年1月15日  |
| ○    | ジェイコブ・ヴォルクマン     | 1R 0:17 腕ひしぎ十字固め                  | Fight Night at the Island: Saunders vs. Volkmann              | 2016年9月9日   |
| ×    | パトリック・コーテ           | 2R 1:14 TKO（パウンド）                   | UFC Fight Night: Dillashaw vs. Cruz                           | 2016年1月17日  |
| ○    | ケニー・ロバートソン         | 5分3R終了 判定2-1                         | UFC on FOX 16: Dillashaw vs. Barao 2                          | 2015年7月25日  |
| ○    | ジョー・リッグス             | 1R 0:57 TKO（首の負傷）                   | UFC on FOX 13: dos Santos vs. Miocic                          | 2014年12月13日 |
| ○    | クリス・ヒーズリー           | 1R 2:18 オモプラッタ                      | UFC Fight Night: Henderson vs. dos Anjos                      | 2014年8月23日  |
| ×    | ドゥグラス・リマ             | 2R 4:33 KO（右ハイキック）                | Bellator 100 【ウェルター級トーナメント 決勝】                | 2013年9月20日  |
| ○    | ラウル・アマヤ               | 1R 2:56 KO（左ハイキック）                | Bellator 90 【ウェルター級トーナメント 準決勝】               | 2013年2月21日  |
| ○    | コッフィー・アジツオ         | 5分3R終了 判定3-0                         | Bellator 86 【ウェルター級トーナメント 1回戦】                | 2013年1月24日  |
| ○    | ブライアン・ウォーレン       | 1R 0:22 TKO（膝蹴り）                     | Bellator 72                                                   | 2012年6月15日  |
| ×    | ブライアン・ベイカー         | 5分3R終了 判定0-3                         | Bellator 67 【ウェルター級トーナメント 準決勝】               | 2012年5月4日   |
| ○    | ラウル・アマヤ               | 5分3R終了 判定3-0                         | Bellator 63 【ウェルター級トーナメント 1回戦】                | 2012年3月30日  |
| ×    | ドゥグラス・リマ             | 2R 1:21 KO（右ストレート→パウンド）       | Bellator 57 【ウェルター級トーナメント 決勝】                 | 2011年11月12日 |
| ○    | ルイス・サッポ               | 3R 1:45 キーロック                        | Bellator 53 【ウェルター級トーナメント 準決勝】               | 2011年10月8日  |
| ○    | クリス・シスネロス           | 3R 0:29 TKO（パウンド）                   | Bellator 49 【ウェルター級トーナメント 1回戦】                | 2011年9月10日  |
| ○    | マット・リー                 | 3R 1:24 TKO（ドクターストップ）           | Bellator 39                                                   | 2011年4月2日   |
| ○    | イライジャ・ハーシュバーガー | 1R 4:22 ギブアップ（打撃）                | WEF: Saunders vs. Harshbarger                                 | 2010年11月6日  |
| ×    | デニス・ホールマン           | 5分3R終了 判定0-3                         | UFC 117: Silva vs. Sonnen                                     | 2010年8月7日   |
| ×    | ジョン・フィッチ             | 5分3R終了 判定0-3                         | UFC 111: St-Pierre vs. Hardy                                  | 2010年3月27日  |
| ○    | マーカス・デイヴィス         | 1R 3:24 KO（膝蹴り）                      | UFC 106: Ortiz vs. Griffin 2                                  | 2009年11月21日 |
| ×    | マイク・スウィック           | 2R 3:47 TKO（スタンドパンチ連打）         | UFC 99: The Comeback                                          | 2009年6月13日  |
| ○    | ブランドン・ウルフ           | 1R 1:49 TKO（膝蹴り）                     | UFC: Fight for the Troops                                     | 2008年12月10日 |
| ○    | ライアン・トーマス           | 2R 2:28 腕ひしぎ十字固め                  | UFC 87: Seek and Destroy                                      | 2008年8月9日   |
| ○    | ダン・バレラ                 | 5分3R終了 判定3-0                         | The Ultimate Fighter: Team Hughes vs. Team Serra Finale       | 2007年12月8日  |
| ○    | チャールズ・ブランチャード   | 1R 0:46 腕ひしぎ十字固め                  | Combat Fighting Championships 3 【CFCウェルター級王座決定戦】 | 2007年2月17日  |
| ○    | ケニー・スティーブンス       | 3R 3:05 TKO（パンチ連打）                 | Combat Fighting Championships 1                               | 2006年7月15日  |
| ○    | リック・デルヴェッキオ       | 1R 4:31 KO（ハイキック）                  | Absolute Fighting Championships 15                            | 2006年2月18日  |
| ○    | レジー・ペナ                 | 1R 1:12 三角絞め                          | Absolute Fighting Championships 14                            | 2005年12月10日 |
| △    | ディエゴ・ヴィトスキー       | 5分2R終了 ドロー                          | Absolute Fighting Championships 12                            | 2005年4月30日  |
| △    | クラフトン・ワレス           | 5分2R終了 ドロー                          | Absolute Fighting Championships 8                             | 2004年5月1日   |

## 獲得タイトル
- CFCウェルター級王座（2007年）

## 表彰
- ブラジリアン柔術 黒帯
- UFC ファイト・オブ・ザ・ナイト（1回）
- UFC パフォーマンス・オブ・ザ・ナイト（2回）